# F-League
Die F-League ist die höchste Futsal-Liga in Australien.

## Geschichte
Die F-League wurde 2011 vom Australischen Fußball-Verband gegründet. Die erste Saison wurde mit 6 Futsal-Mannschaften durchgeführt. In den Jahren darauf wurde die Liga erweitert. Allerdings verließen auch viele Mannschaften die F-League. Insgesamt spielten bis heute 17 verschiedene Mannschaften in der Liga. Aktuell hat die Liga 8 Mannschaften.
Die bestplatzierte Mannschaft nimmt in der folgenden Saison an der AFC Futsal Club Championship teil.

## Meistertitel
| Verein                     | Titel | Jahr(e)    |
| -------------------------- | ----- | ---------- |
| East Coast Heat            | 2     | 2015, 2016 |
| Dural Warriors             | 2     | 2012, 2014 |
| Vic Vipers Futsal Club     | 1     | 2013       |
| Maccabi Hakoah Futsal Club | 1     | 2011       |

## Vereine

### Aktuelle Mannschaften der F-League
| Franchise                   | Stadt      | Spielstätte                      | Gegründet | Beigetreten |
| --------------------------- | ---------- | -------------------------------- | --------- | ----------- |
| Boomerangs F.S.             | Canberra   | Mpowerdome                       | 2008      | 2011        |
| North Canberra Untouchables | Canberra   | AIS Training Halls               | 2003      | 2016        |
| Dural Warriors              | Sydney     | Dural Sport und Leisure Centre   | 1994      | 2011        |
| East Coast Heat             | Sydney     | Valentine Sports Park            | 2012      | 2012        |
| Inner West Magic            | Sydney     | Valentine Sports Park            | 2003      | 2015        |
| Galaxy FC                   | Gold Coast | Logan Metro Indoor Sports Centre | 2014      | 2015        |
| South Brisbane Futsal Club  | Brisbane   | Eagles Sports Complex            | 2013      | 2014        |
| Vic Vipers Futsal Club      | Melbourne  | Victoria Futsal Centre           | 1999      | 2012        |

### Ehemalige Mannschaften der F-League
| Franchise                  | Stadt     | Spielzeit(en) |
| -------------------------- | --------- | ------------- |
| Capital FC                 | Canberra  | 2014–2015     |
| Sydney Scorpions           | Sydney    | 2013–2014     |
| Maccabi Hakoah Futsal Club | Sydney    | 2011          |
| Parramatta Blues           | Sydney    | 2011          |
| Melbourne Heart FC         | Melbourne | 2012–2013     |
| Inner City FC              | Melbourne | 2011          |
| Jaguars FSC                | Melbourne | 2012–2013     |
| St. Albans Strikers FC     | Melbourne | 2011–2014     |
| Bayside Pirates            | Melbourne | 2015          |